# Station Biskupów
Station Biskupów is een spoorwegstation in de Poolse plaats Biskupów.